# 岩尾俊兵
岩尾 俊兵（いわお しゅんぺい、1989年4月19日 - ）は、日本の経営学者。学位は博士（経営学）（東京大学・2018年）。慶應義塾大学商学部准教授。

## 経歴・人物
1989年、佐賀県西松浦郡有田町に生まれる。江戸時代中期から続く岩尾磁器工業の創業者一族の家系において、幼少期から論語を読まされ、東京大学やハーバード大学などの経営学者がフィールドワークに訪れるような環境が幼少期からあったことから、小学生のうちから経営学者を志したという。
岩尾の祖父は岩尾磁器工業の会長、岩尾の父は常務を務めていた。岩尾の父は東京大学経済学部で経営学を専攻し、大学卒業後に総合商社丸紅に入社した。数年後に実家に戻り、家業の岩尾磁器工業に入社したが、その後、独立・上京し新会社を設立して新事業を始めた。しかし、岩尾の父はその事業に失敗し、億単位の借金が残ったという。そのため、岩尾は高校進学を断念して、陸上自衛隊少年工科学校に入り自衛官となる道を選択したと日経テレ東大学等のインタビューで答えている。一等陸士昇進と同時に陸上自衛隊を退職し、コンビニエンスストアや工事現場など神奈川県と東京都で様々な労働に従事しながら勉学に励んだ。3年ほど働き学費が貯まった後に、高等学校卒業程度認定試験に合格して、慶應義塾大学商学部に入学した。大学3年次のゼミでは、経営学のゼミではなく、会計学の黒川行治のゼミに所属していたという。
大学在学中に父が亡くなり、葬儀に参列していた東京大学教授藤本隆宏から東京大学大学院経済学研究科の受験を勧められた。2013年に慶應義塾大学商学部卒業、2015年に東京大学大学院経済学研究科修士課程を修了し「経済学」の修士号を取得。2018年に東京大学大学院経済学研究科博士課程を修了し東京大学史上初の「経営学」の博士号を授与される。
なお、岩尾の指導教授藤本隆宏（現・早稲田大学ビジネススクール教授、東京大学名誉教授）と岩尾の父は、東京大学では同じ土屋守章ゼミの同期であった。藤本隆宏の初めての研究活動は学部生時代に行った農村調査で、2番目は同じく学部生時代におこなった岩尾磁器工業の経営戦略と生産管理の実態調査だったという。

## 受賞
- 第36回組織学会高宮賞論文部門[3]
- 第37回組織学会高宮賞著書部門[3]
- 第22回日本生産管理学会賞[3]
- 第73回義塾賞[10]
- 第4回表現者賞[11]

## 著書
- イノベーションを生む“改善”：自動車工場の改善活動と全社の組織設計 (有斐閣) 2019
- 日本“式”経営の逆襲（日本経済新聞出版）　2021
- 13歳からの経営の教科書：「ビジネス」と「生き抜く力」を学べる青春物語 (KADOKAWA) 2022
- 日本企業はなぜ「強み」を捨てるのか：増補改訂版『日本“式”経営の逆襲』（光文社新書）　2023
- 世界は経営でできている（講談社現代新書）　2024
- 経営教育（角川新書）2025